# Henri Radio
Henri Radio war ein belgischer Piratensender, der seit den 1980er Jahren aus Henri-Chapelle in der Wallonie auf der Frequenz 103,4, später 103,6 MHz ein Radioprogramm in deutscher Sprache sendete. Später bekam der Sender im Zuge der Legalisierung die Frequenz 104,9 MHz von der belgischen Behörde RTT zugeteilt und strahlte einen Teil des Programms auf Französisch aus.

## Geschichte
Der Sendebetrieb begann 1983 in einem Hinterhaus auf der Rue Nishaye 24. Gesendet wurden zunächst Dauerbänder mit Nonstop-Musik. Ab Februar 1984 tauchten moderierte Sendungen auf. Verwendet wurde eine Richtantenne, die das Programm mit horizontaler Polarisation Richtung Deutschland abstrahlte. Das Signal von Henri Radio war bis ins Ruhrgebiet und ins Bergische Land zu empfangen. Sendefrequenzen waren 103,6 MHz und ab 1986 104,8 MHz, zuletzt 104,9 MHz. Lange bevor es im deutschsprachigen Hörfunk üblich wurde, bezog Henri Radio die Frequenz in den Stationsnamen ein und war nach dem Frequenzwechsel auf 104,8 MHz zeitweise als „Henri 105“ auf Sendung.
Zu den Moderatoren der ersten Stunde gehörten Chet Reuther („Reuthers Radiorandale“), Frank Herbers („Herbys Showtime“) und Wolfgang Jörissen („Wolfgangs Spielhölle“). Wenig später gesellte sich Axel Costard dazu, der den Sender mit der Mediensendung „Radiomix“ und der Special-Interest-Sendung „Funk Special“ und mit weiteren spontanen Beiträgen entscheidend prägen sollte.
Zwischen 1983 und 1987 erfolgte der Sendebetrieb unlizenziert, wurde jedoch unter den damaligen belgischen Verhältnissen geduldet (die freien Radiosender wurden ab 1980 toleriert). 1987 erhielt Henri Radio eine Anerkennung als nicht-öffentlicher Rundfunksender von der französischsprachigen Gemeinschaft Belgiens, und ihm wurde die Frequenz 104,9 MHz zugewiesen, die jedoch mit Radio Oldyshop aus Welkenraedt geteilt werden musste. Da dies dem Sender die Existenzgrundlage entzogen hätte, wurde 1987 der Sendebetrieb eingestellt. Pläne für eine Wiederaufnahme des Sendebetriebs am Standort Gemmenich (Tour Baudouin) konnten aus rechtlichen Gründen nicht verwirklicht werden.
Die Frequenz 104,9 MHz wird heute von der Radio-Contact-Gruppe genutzt, die vom Standort Welkenraedt das Programm „Contact 2“ in französischer Sprache ausstrahlt.
Zu den ehemaligen Mitarbeitern des Senders gehören u. a. Conny Ferrin (104.6 RTL, Radio Regenbogen, Frank Gazon (Radio NRW, Deutsche Welle, WDR 4, WDR 2), Johnny Best (Radioszene.de), Stefan Kramer (später Radio Telstar Offenburg) und Frank Herbers (WDR 2-Regionalnachrichten, früher NE-WS 89.4).
Siehe auch
Tour Baudouin / Balduinturm in Gemmenich, Plombières